# Lárrede

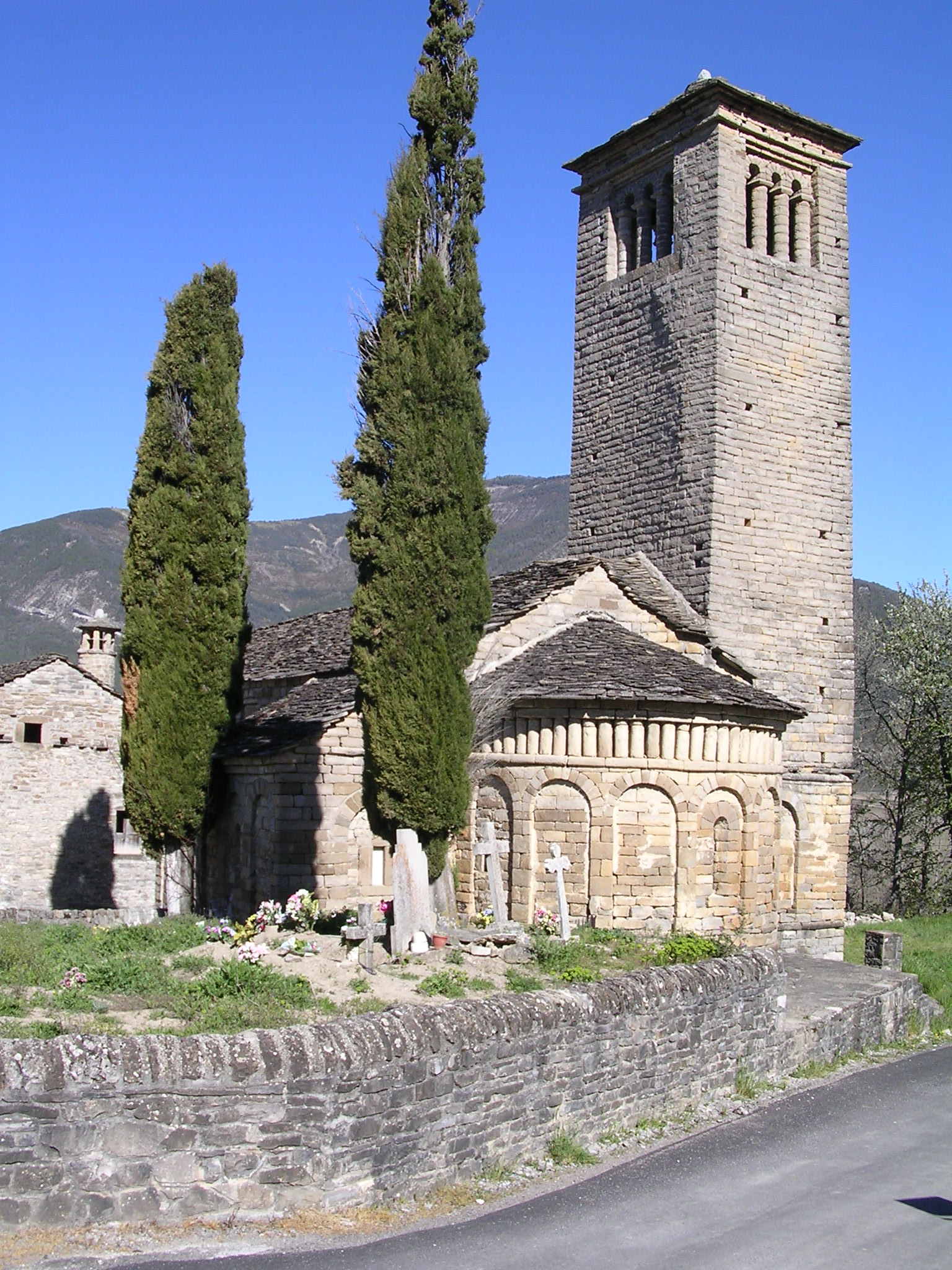
Kościół w Larrede

Lárrede (arag. Larrede) – miejscowość w Hiszpanii, w Aragonii, w prowincji Huesca, w comarce Alto Gállego, w gminie Sabiñánigo, 60 km od miasta Huesca.
Według danych INE z 1999 roku miejscowość zamieszkiwało 15 osób. Wysokość bezwzględna miejscowości jest równa 822 metry.